# Llengües ijo orientals
Les llengües ijo orientals són un grup lingüístic de la família lingüística de les llengües ijo, que són llengües nigerocongoleses.
Les llengües que formen part del grup lingüístic de les llengües ijo orientals són l'nkoroo, l'ibani, el kalabari i el kirike. Totes aquestes llengües es parlen al sud de Nigèria.